# ISO 9660
ISO 9660 är en standard publicerad av ISO som definierar filsystemet på CD-ROM-media. Standarden ämnar stödja olika operativsystem som Unix, Linux (se CDFS), Windows, MS-DOS och Mac OS Classic så att data kan fritt utbytas.
Jolietformatet är en av Microsoft skriven utökning av ISO 9660 som tillför stöd för längre filnamn (64 tecken) och tecken som inte är ASCII-baserade (UCS-2).
Unix-system använder vanligen RockRidge-utökningen, med stöd för filnamnslängd på 128 tecken, djupare kataloghierarki, Unix-rättigheter och -filtyper samt andra egenskaper som krävs av POSIX-filsystem.
HFS-utökningen innehåller motsvarande tilläggsegenskaper som behövs för Apple Macintosh-system.
Utökningen El Torito tillåter användande av CD-ROM som datorers startmedia.
DVD-media kan också använda sig av ISO 9660-filsystemet, men UDF-filsystemet är lämpligare för DVD:er eftersom det har bättre stöd för större mediafiler och är mer lämpat för moderna operativsystems behov.